# وانزوكي (آيت موسى)
وانزوكي هو دُوَّار يقع بجماعة والقاضي، إقليم تارودانت، جهة سوس ماسة في المملكة المغربية. ينتمي الدوّار لمشيخة آيت موسى التي تضم 25 دوار. يقدر عدد سكانه بـ 63 نسمة حسب الإحصاء الرسمي للسكان والسكنى لسنة 2004.

## روابط خارجية
- البوابة الوطنية للجماعات الترابية
- المندوبية السامية للتخطيط